# 351
Năm 351 là một năm trong lịch Julius. 